# Blodeuwedd
Blodeuwedd oder auch Blodeuedd ([blo'deiweð], blodeu, blodeuyn, walisisch „Blüte“) ist eine weibliche Sagengestalt der keltischen Mythologie von Wales aus der Erzählung Math fab Mathonwy („Math, der Sohn Mathonwys“), dem vierten Zweig des Mabinogion.

## Mythologie
Blodeuwedd wurde von Gwydyon und Math, dem König von Gwynedd, aus Eiche, Ginster und Mädesüß erschaffen. Aus diesen Materialien leitet sich auch ihr Name, "aus Blumen geboren" oder "Blumengesicht", ab. 
Und dann nahmen sie die Blüten der Eiche, die Blüten des Ginsters und die Blüten des Mädesüß, und aus diesen erschufen sie das schönste und anmutigste Mädchen, das jemals ein Mensch erblickte. Und man taufte sie mit der Taufzeremonie, die sie damals hatten und nannte sie Blodeuwedd.
Blodeuwedds Erzeugung diente einem einzigen Zweck, ihrer Vermählung mit Gwydyons Neffen Llew Llaw Gyffes. Dieser durfte nämlich laut der Geis („Tabu“, „Verbot“), den seine Mutter Arianrhod aus Zorn über ihn verhängt hatte, keine menschliche Frau heiraten. Die hübsche Blodeuwedd wurde so die Gemahlin von Llew, da sie nicht gegen diese Geis verstieß. Eines Tages verreiste Blodeuwedds Ehemann, um Math zu besuchen. Während der Abwesenheit Llews, durchstreifte eine Jagdgesellschaft die Umgebung von Blodeuwedds Haus. Einem der jungen Jäger, Goronwy Pybyr, bot sie ihre Gastfreundschaft an, dabei verliebten sich die beiden ineinander und planten den Tod von Llew. Die Beseitigung des Ehemanns war jedoch kompliziert, da er nur unter bestimmten Bedingungen sterben konnte. Goronwy musste deshalb ein ganzes Jahr lang damit verbringen, einen mythischen Speer zu schnitzen. 
Als dies erledigt war, fragte Blodeuwedd ihren Ehegatten zum wiederholten Male, auf welche Art und Weise man ihn ermorden könne. Der naive Llew demonstrierte es seiner Ehefrau. Er ließ sich ein Bad ein und band eine Ziege daneben an, die ihm beim Ausstieg aus der Wanne helfen sollte. Als Llew sich nun erhob und mit einem Fuß auf dem Badewannenrand und mit dem anderen auf der Ziege stand, konnte er getötet werden. Goronwy kam hervor und schleuderte seinen vergifteten Speer auf ihn. Er traf jedoch nur seine Seite, und so konnte Llew in Form eines Adlers ins Nantlle Valley fliehen. Llews Onkel Gwydyon suchte Llew und verwandelte ihn wieder in einen Menschen. Nach etwa einem Jahr Genesungszeit tötete Llew seinen Nebenbuhler Goronwy mit demselben Speer und Blodeuwedd wurde von Gwydyon in eine Eule verzaubert, als Strafe für ihre Untreue. So konnte sie nur noch bei Nacht einsam umher streifen und ihr Gesicht sollte nie mehr das Tageslicht erblicken.

## Namensänderung
Der anfängliche Name des Blumenmädchens in der Sage lautete Blodeuedd, was auf die Mehrzahl blodeu von blodeuyn (kymrisch für „Blüte“) schließen lässt. Eine zweite Möglichkeit ergibt sich aus kymrisch blawd („Blume“), was dem irischen bláth entspricht und aus dem keltischen erschlossenen Wort *blāto- abgeleitet wird. Nach dem Fluch, den Gwydion über sie verhängt, wird sie als Blodeuwedd bezeichnet. Dies ist die  kymrische Bezeichnung für Eule. Wortwörtlich übersetzt bedeutet es „Blütengesicht“, was bei der Eule auf die kreisförmig um die Augen angeordneten Gesichtsfedern bezogen ist.